# 加德纳方程
加德纳方程（Gardner equation）是数学家C.S.Gardner 在1968年为推广KdV方程而作的非线性偏微分方程。加德纳方程常见于流体力学、等离子物理学和量子场论等领域

{\displaystyle {\frac {\partial u}{\partial t}}+(2au-3bu^{2}){\frac {\partial u}{\partial x}}+{\frac {\partial ^{3}u}{\partial x^{3}}}=0}

## 解析解
加德纳方程有多种行波解